# Wot's... Uh the Deal
Wot's... Uh the Deal è un brano musicale acustico, scritto da David Gilmour e Roger Waters dei Pink Floyd e contenuto nell'album Obscured by Clouds, pubblicato nel 1972.

## Descrizione
Il pezzo, in tonalità di sol maggiore, è cantato dal chitarrista David Gilmour, che lo ha riproposto nel suo tour del 2006, documentato nell'album dal vivo Live in Gdańsk.
Il brano è stato utilizzato nella colonna sonora del film La Vallée di Barbet Schroeder (1972) ed è stato incluso erroneamente come lato B del singolo Free Four commercializzato nei Paesi Bassi, nel cui retro veniva invece indicato il brano The Gold It's in the....

## Formazione
- David Gilmour - chitarra e voce
- Roger Waters - basso
- Richard Wright - tastiera
- Nick Mason - batteria